# Poule A de la Coupe du monde de rugby à XV 2007
Dates : du 7 septembre
au 20 octobre 2007
Cet article donne le détail des matchs de la poule A de la Coupe du monde de rugby à XV 2007 qui se dispute en France, au pays de Galles et en Écosse, du 7 septembre au 20 octobre 2007. Les deux premières places sont qualificatives pour les quarts de finale. Les équipes d'Afrique du Sud et d'Angleterre se qualifient pour les quarts de finale.

## Classement
| Place | Nation         | Matchs | Matchs   | Matchs | Matchs  | Points | Points | Points     | Essais | Essais | Essais     | Bonus points | Classement points |
| Place | Nation         | joués  | victoire | nul    | défaite | pour   | contre | différence | pour   | contre | différence | Bonus points | Classement points |
| ----- | -------------- | ------ | -------- | ------ | ------- | ------ | ------ | ---------- | ------ | ------ | ---------- | ------------ | ----------------- |
| 1     | Afrique du Sud | 4      | 4        | 0      | 0       | 189    | 47     | +142       | 24     | 6      | +18        | 3            | 19                |
| 2     | Angleterre     | 4      | 3        | 0      | 1       | 108    | 88     | +20        | 11     | 7      | +4         | 2            | 14                |
| 3     | Tonga          | 4      | 2        | 0      | 2       | 89     | 96     | -7         | 9      | 10     | -1         | 1            | 9                 |
| 4     | Samoa          | 4      | 1        | 0      | 3       | 69     | 143    | -74        | 5      | 15     | -10        | 1            | 5                 |
| 5     | États-Unis     | 4      | 0        | 0      | 4       | 61     | 142    | -81        | 7      | 18     | -11        | 1            | 1                 |

## Les matchs

### Angleterre - États-Unis
Date : 8 septembre 2007

Composition des équipes

Stade : Stade Félix-Bollaert à Lens ( France)
Arbitre : Jonathan Kaplan 
homme du match : Olly Barkley
Composition des équipes :
Angleterre

Titulaires : Mark Cueto, Josh Lewsey, Jamie Noon, Mike Catt, Jason Robinson, Olly Barkley, Shaun Perry, Lawrence Dallaglio, Tom Rees, Joe Worsley, Ben Kay, Simon Shaw, Phil Vickery (cap.), Mark Regan, Andrew Sheridan

Remplaçants : George Chuter, Matt Stevens, Martin Corry, Lewis Moody, Peter Richards, Andy Farrell, Mathew Tait
États-Unis

Titulaires : Chris Wyles, Salesi Sika, Paul Emerick, Vahafolau Esikia, Takudzwa Ngwenya, Mike Hercus (cap.), Chad Erskine, Henry Bloomfield, Todd Clever, Louis Stanfill, Mike Mangan, Luke Gross, Chris Osentowski, Owen Lentz, Mike MacDonald

Remplaçants : Blake Burdette, Matekitonga Moeakiola, Alec Parker, Inaki Basauri, Mike Petri, Valenese Malifa, Albert Tuipulotu
Points marqués :
Angleterre : 3 essais de Robinson (34e), Barkley (40e), Rees (49e), 2 transformations de Barkley, 3 pénalités de Barkley (6e, 22e, 31e)

### Afrique du Sud - Samoa

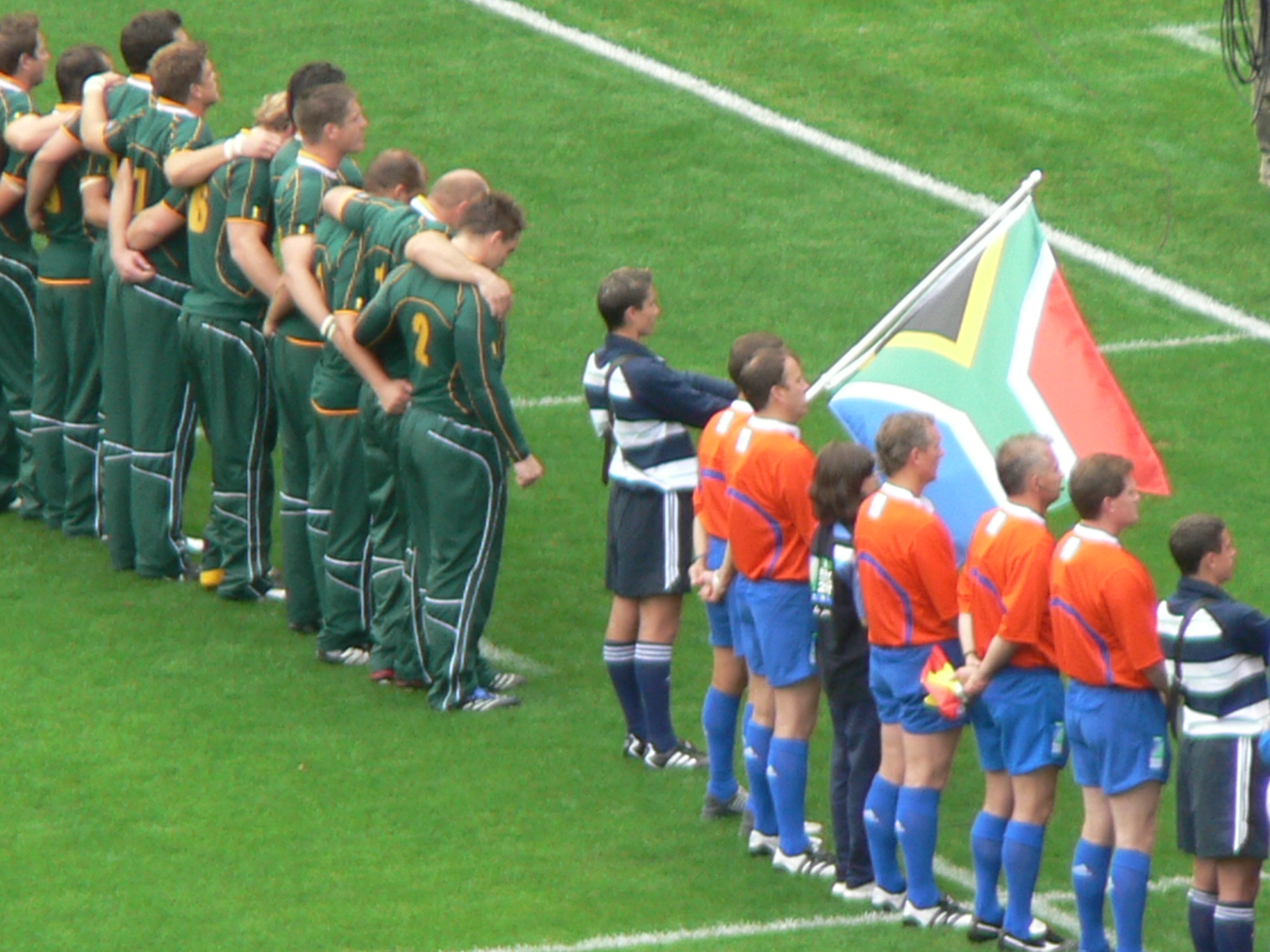

Date : 9 septembre 2007

Composition des équipes

Stade : Parc des Princes, Paris ( France)
Arbitre : Paul Honiss 
Composition des équipes :
Afrique du Sud

Titulaires : Percy Montgomery, JP Pietersen, Jaque Fourie, Jean de Villiers, Bryan Habana, Butch James, Fourie du Preez, Danie Rossouw, Juan Smith, Schalk Burger, Victor Matfield, Bakkies Botha, CJ van der Linde, John Smit (cap.), Os du Randt

Remplaçants : Bismarck du Plessis, BJ Botha, Johann Muller, Wikus van Heerden, Ricky Januarie, André Pretorius, François Steyn
Samoa

Titulaires : David Lemi, Lome Fa'atau, Gavin Williams, Jerry Meafou, Alesana Tuilagi, Eliota Fuimaono-Sapolu, Junior Poluleuligaga, Henry Tuilagi, Semo Sititi (cap.), Daniel Leo, Kane Thompson, Joe Tekori, Census Johnston, Mo Schwalger, Justin Va'a

Remplaçants : Tani Fuga, Kas Lealamanua, Alfie Vaeluaga, Justin Purdie, Elvis Seveali'i, Loki Crichton, Brian Lima
Points marqués :
Afrique du Sud : 8 essais de Habana (33e, 56e, 66e, 76e), Fourie (47e), Montgomery (40e, 53e), Pietersen (80e), 5 transformations de Montgomery (40e, 48e, 57e, 67e, 80e), 3 pénalités de Montgomery (3e, 10e, 15e)

### États-Unis - Tonga

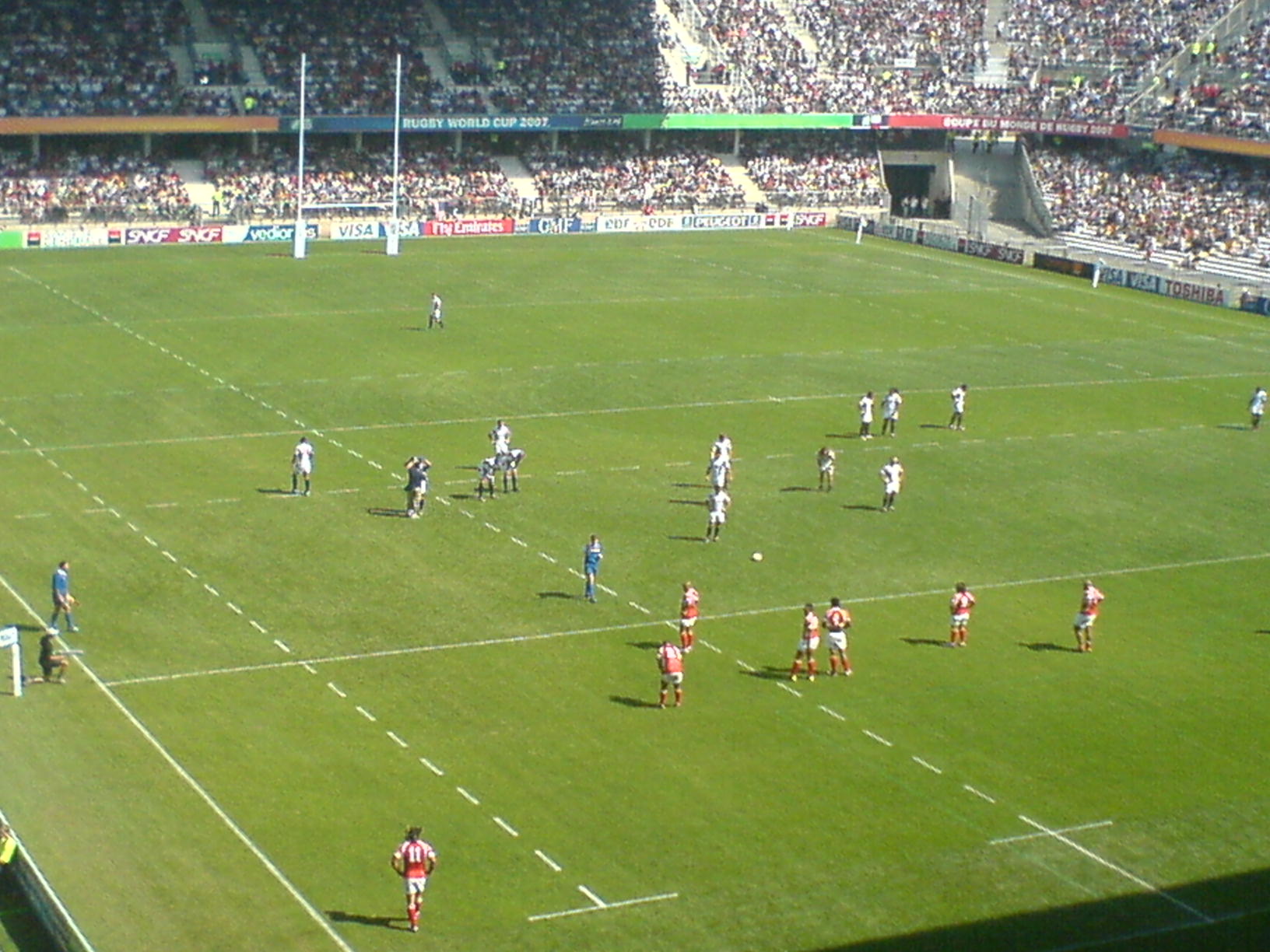

Date : 12 septembre 2007

Composition des équipes

Stade : Stade de la Mosson Montpellier ( France)
Arbitre : 
Composition des équipes :
États-Unis 

Titulaires : 15 Chris Wyles, 14 Salesi Sika, 13 Paul Emerick, 12 Vahafolau Esikia, 11 Takudzwa Ngwenya, 10 Mike Hercus (c), 9 Chad Erskine, 8 Henry Bloomfield, 7 Todd Clever, 6 Louis Stanfill, 5 Mike Mangan, 4 Alec Parker, 3 Chris Osentowski, 2 Owen Lentz, 1 Mike MacDonald.

Remplaçants : 16 Blake Burdette, 17 Matekitonga Moeakiola, 18 Hayden Mexted, 19 Inaki Basauri, 20 Mike Petri, 21 Valenese Malifa, 22 Albert Tuipulotu.
Tonga 

Titulaires : 15 Vungakoto Lilo, 14 Tevita Tu'ifua, 13 Sukanaivalu Hufanga, 12 Epeli Taione, 11 Joseph Vaka, 10 Pierre Hola, 9 Soane Havea, 8 Finau Maka, 7 Nili Latu (c), 6 Hale T-Pole, 5 Paino Hehea, 4 Lisiate Fa'aoso, 3 Kisi Pulu, 2 Aleki Lutui, 1 Soane Tonga'uiha

Remplaçants : 16 Ephraim Taukafa, 17 Toma Toke, 18 Viliami Vaki, 19 Lotu Filipine, 20 Sione Tu'ipulotu, 21 Isileli Tupou, 22 Aisea Havili.
Points marqués :
États-Unis  : 2 essais de MacDonald et Stanfill, 1 transformation de Hercus, 1 pénalité de Hercus

### Afrique du Sud - Angleterre
Date : 14 septembre 2007

Composition des équipes

Stade : Stade de France Saint-Denis ( France)
Arbitre : Joël Jutge
Composition des équipes :
Afrique du Sud

Titulaires : 15 Percy Montgomery, 14 JP Pietersen, 13 Jaque Fourie, 12 François Steyn, 11 Bryan Habana, 10 Butch James, 9 Fourie du Preez, 8 Danie Rossouw, 7 Juan Smith, 6 Wikus van Heerden, 5 Victor Matfield, 4 Bakkies Botha, 3 Brendon Botha, 2 John Smit (capitaine), 1 Os du Randt

Remplaçants : 16 Bismarck du Plessis, 17 CJ van der Linde, 18 Johann Muller, 19 Bob Skinstad, 20 Ruan Pienaar, 21 André Pretorius, 22 Wynand Olivier
Angleterre

Titulaires : 15 Jason Robinson, 14 Josh Lewsey, 13 Jamie Noon, 12 Mike Catt, 11 Paul Sackey, 10 Andy Farrell, 9 Shaun Perry, 8 Nick Easter, 7 Tom Rees, 6 Martin Corry (cap.), 5 Ben Kay, 4 Simon Shaw, 3 Matt Stevens, 2 Mark Regan, 1 Andrew Sheridan

Remplaçants : 16 George Chuter, 17 Perry Freshwater, 18 Steve Borthwick, 19 Lewis Moody, 20 Andy Gomarsall, 21 Peter Richards, 22 Mathew Tait
Points marqués :
Afrique du Sud : 3 essais de Smith (6e), Pietersen (38e, 63e), 3 transformations de Montgomery (7e, 39e, 64e), 5 pénalités de Steyn (12e), Montgomery (36e, 46e, 55e, 79e)

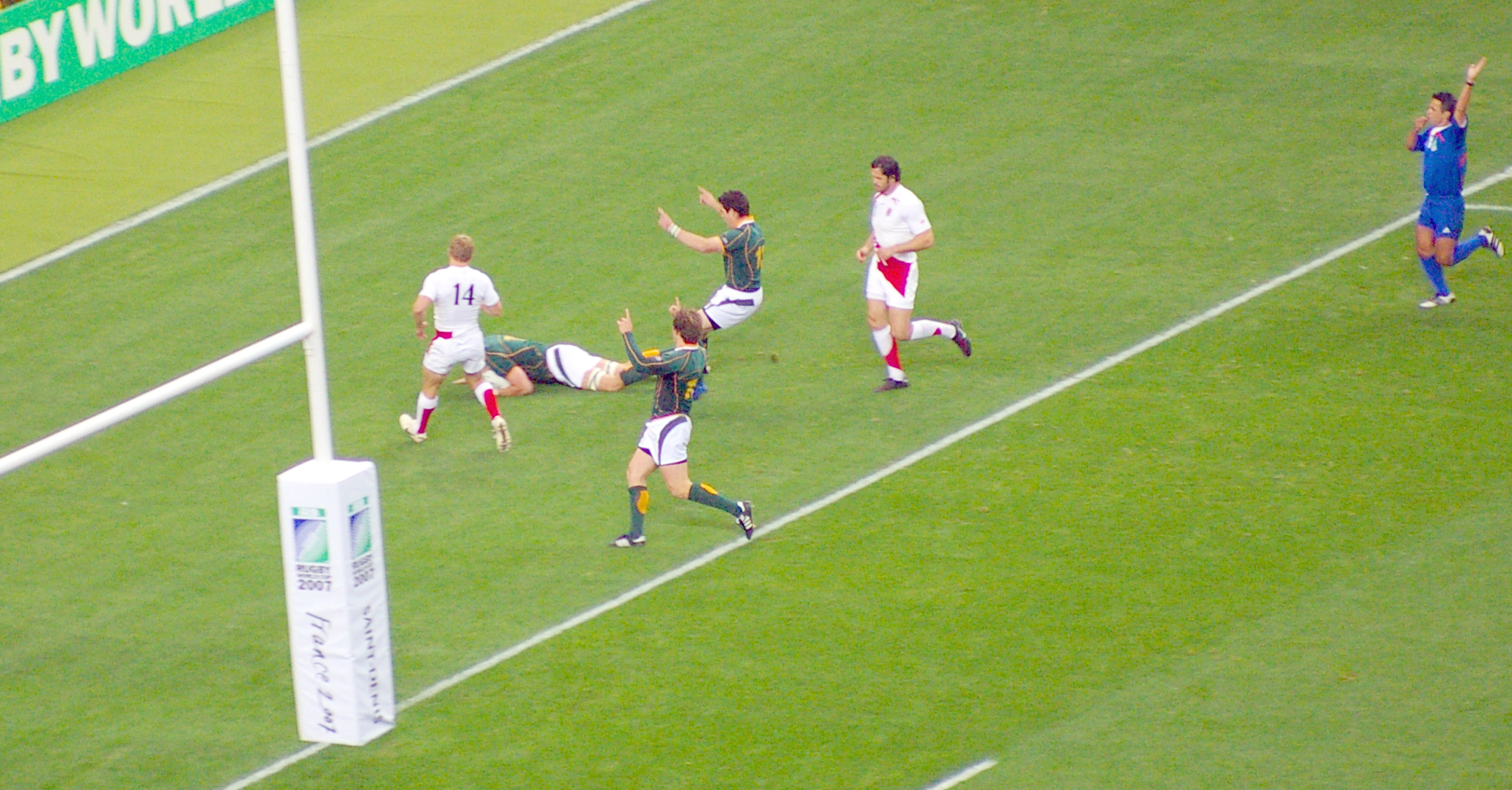
Juan Smith inscrit le premier essai dès la 6e minute.

Le match au sommet du groupe A débouche sur une inéluctable victoire sud-africaine : les Springboks prennent les Anglais à la gorge et les « broient » consciencieusement de la première à la dernière minute. Le demi de mêlée Fourie du Preez, élu homme du match, mène son pack de fer de main de maître et JP Pietersen inscrit deux essais de finisseur. Privée de son buteur Jonny Wilkinson, touché à une cheville, l'Angleterre perd son premier match de phase finale de Coupe du monde depuis 1999 et devient la sixième équipe de l'histoire à ne pas réussir à marquer le moindre point lors d'une rencontre de phase finale. Elle perd en outre son arrière Jason Robinson, qui se blesse sérieusement à une cuisse sur une accélération, et est incertain pour le reste de la compétition. Quant aux Springboks, ils démontrent qu'ils sont des candidats crédibles pour le titre.

### Samoa - Tonga
Date : 16 septembre 2007

Composition des équipes

Stade : Stade de la Mosson Montpellier ( France)
Arbitre : Jonathan Kaplan 
Composition des équipes :
Samoa 

Titulaires : 15 Gavin Williams, 14 Sailosi Tagicakibau, 13 Elvis Seveali'i, 12 Seilala Mapusua, 11 Alesana Tuilagi, 10 Loki Crichton, 9 Steve So'oialo, 8 Semo Sititi (captain), 7 Ulia Ulia, 6 Daniel Leo, 5 Kane Thompson, 4 Joe Tekori, 3 Census Johnston, 2 Mahonri Schwalger, 1 Justin Va'a.

Remplaçants : 16 Tanielu Fuga, 17 Muliufi Salanoa, 18 Leo Lafaiali'i, 19 Justin Purdie, 20 Junior Polu, 21 Lolo Lui, 22 David Lemi.
Tonga 

Titulaires : 15 Vungakoto Lilo, 14 Tevita Tu'ifua, 13 Sukanaivalu Hufanga, 12 Epeli Taione, 11 Joseph Vaka, 10 Pierre Hola, 9 Enele Taufa, 8 Finau Maka, 7 Nili Latu (c), 6 Hale T Pole, 5 Paino Hehea, 4 Inoke Afeaki, 3 Kisi Pulu, 2 Ephraim Taukafa, 1 Soane Tonga'uiha.

Remplaçants : 16 Aleki Lutui, 17 Toma Toke, 18 Viliami Vaki, 19 'Emosi Kauhenga, 20 Sione Tu'ipulotu, 21 Isileli Tupou, 22 Hudson Tonga'uiha.
Points marqués :
Samoa  : 5 pénalités de Williams (5e, 20e, 23e, 29e, 69e)
Défiant tous les pronostics, ce sont les Tongiens qui remportent le duel du Pacifique. Battus 3 à 50 en juin à Apia par les Manu Samoa, les Rouges prennent l'avantage au score en marquant le seul essai du match à l'heure de jeu, puis le conservent jusqu'au terme de la rencontre, bien qu'ils soient réduits à quatorze à la 72e minute puis à treize à la 75e minute.

### Afrique du Sud - Tonga
Date : 22 septembre 2007

Composition des équipes

Stade : Stade Félix-Bollaert, Lens ( France)
Arbitre : Wayne Barnes 
Composition des équipes :
Afrique du Sud

Titulaires : 15 Ruan Pienaar, 14 Ashwin Willemse, 13 Wynand Olivier, 12 Wayne Julies, 11 JP Pietersen, 10 Andre Pretorius, 9 Ricky Januarie, 8 Bobby Skinstad (cap.), 7 Danie Rossouw, 6 Wikus van Heerden, 5 Albert van den Berg, 4 Bakkies Botha, 3 CJ van der Linde, 2 Gary Botha, 1 Gurthro Steenkamp

Remplaçants : 16 John Smit, 17 BJ Botha, 18 Victor Matfield, 19 Juan Smith, 20 Bryan Habana, 21 François Steyn, 22 Percy Montgomery
Tonga

Titulaires : Soane Tonga'uiha, 2 Aleki Lutui, 3 Kisi Pulu, 4 Paino Hehea, 5 'Emosi Kauhenga, 6 Viliami Vaki, 7 Nili Latu (cap.), 8 Finau Maka, 9 Sione Tuipulotu, 10 Pierre Hola, 11 Joseph Vaka, 12 Epeli Taione, 13 Sukanaivalu Hufanga, 14 Tevita Tu'ifua, 15 Vungakoto Lilo

Remplaçants : 16 Ephraim Taukafa, 17 Taufa'ao Filise, 18 Inoke Afeaki, 19 Lotu Filipine, 20 Soane Havea, 21 Isileli Tupou, 22 Aisea Havili
Points marqués :
Afrique du Sud : 4 essais de Pienaar (18e, 65e), Smith (59e), Skinstad (62e), 2 transformations de Pretorius (19e), Montgomery (60e), 2 pénalités de Steyn (53e), Montgomery (76e)
L'Afrique du Sud, volontairement privée d'une grande partie de ses titulaires, souffre mille morts pour l'emporter avec le bonus face à une équipe des Tonga accrocheuse en diable. Malmenée et menée au score au début de la deuxième mi-temps (7-10) , elle doit son salut à l'entrée de plusieurs cadres qui lui permettent de s'envoler grâce à trois essais en sept minutes (59e-65e). Les Tongiens survoltés recollent néanmoins au score grâce à deux essais dans les dix dernières minutes, et manquent même de l'emporter sur un dernier coup de pied à suivre de Pierre Hola qui sort en touche à quelques centimètres de la ligne des Springboks. Ils sont néanmoins récompensés de leur résistance par les acclamations nourries du Stade Félix-Bollaert et par un point de bonus. L'Afrique du Sud, elle, assure sa qualification pour les quarts de finale.

### Angleterre - Samoa
Date : 22 septembre 2007

Composition des équipes

Stade : Stade de la Beaujoire à Nantes ( France)
Arbitre : Alan Lewis 
Composition des équipes :
Angleterre

Titulaires : 15 Josh Lewsey, 14 Mark Cueto, 13 Mathew Tait, 12 Olly Barkley, 11 Paul Sackey, 10 Jonny Wilkinson, 9 Andy Gomarsall, 8 Nick Easter, 7 Joe Worsley, 6 Martin Corry, 5 Ben Kay, 4 Simon Shaw, 3 Matt Stevens, 2 George Chuter, 1 Andrew Sheridan

Remplaçants : 16 Mark Regan, 17 Perry Freshwater, 18 Steve Borthwick, 19 Lewis Moody, 20 Peter Richards, 21 Andy Farrell, 22 Dan Hipkiss
Samoa

Titulaires : 15 Loki Crichton, 14 David Lemi, 13 Seilala Mapusua, 12 Brian Lima, 11 Alesana Tuilagi, 10 Eliota Fuimaono-Sapolu, 9 Junior Polu, 8 Henry Tuilagi, 7 Semo Sititi (cap.), 6 Daniel Leo, 5 Kane Thompson, 4 Joe Tekori, 3 Census Johnston, 2 Mahonri Schwalger, 1 Kas Lealamanua

Remplaçants : 16 Tanielu Fuga, 17 Fosi Pala'amo, 18 Justin Purdie, 19 Alfie Vaeluaga, 20 Steven So'oialo, 21 Jerry Meafou, 22 Lolo Lui
Points marqués :
Angleterre : 4 essais de Corry (2e, 75e), Sackey (32e, 80e), 3 transformations de Wilkinson (3e, 33e, 76e), 4 pénalités de Wilkinson (14e, 21e, 44e, 72e), 2 drops de Wilkinson (6e, 70e)
Comme les Sud-Africains juste avant eux, les Anglais souffrent pour battre leur adversaire du Pacifique. Mais les Samoans, vaillants, finissent par craquer après une excellente résistance. Menés d'un seul point à la 43e (22-23), ils encaissent un sévère 21 à 0 dans la dernière demi-heure qui donne au score une ampleur qui ne reflète qu'imparfaitement l'âpreté des débats. Les Anglais joueront leur qualification à quitte ou double face aux Tongiens lors du dernier match de poule. Grâce à cette victoire anglaise, l'Afrique du Sud est assurée de terminer première du groupe et jouera son quart de finale à Marseille contre le deuxième du groupe B (Australie, Fidji ou plus vraisemblablement Galles).

### Samoa - États-Unis

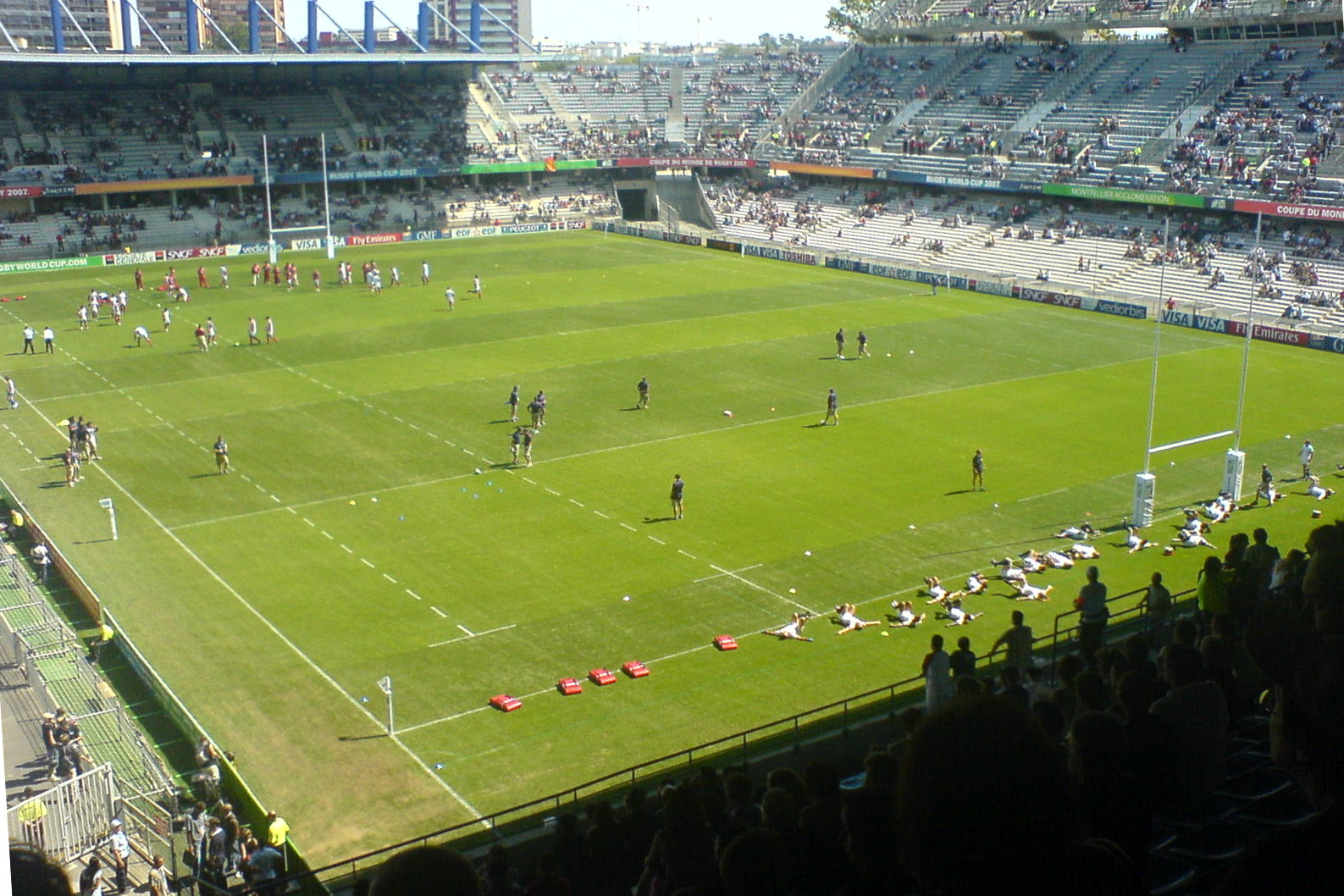

Date : 26 septembre 2007

Composition des équipes

Stade : Stade Geoffroy-Guichard à Saint-Étienne ( France)
Arbitre : Wayne Barnes 
Composition des équipes :
Samoa

Titulaires : 15 Loki Crichton, 14 Lome Fa'atau, 13 Seilala Mapusua, 12 Elvis Seveali'i, 11 Alesana Tuilagi, 10 Eliota Fuimaono-Sapolu, 9 Junior Polu, 8 Alfie Vaeluaga, 7 Justin Purdie, 6 Semo Sititi (cap.), 5 Kane Thompson, 4 Leo Lafaiali'i, 3 Census Johnston, 2 Mahonri Schwalger, 1 Kas Lealamanua

Remplaçants : 16 Silao Vaisolasefo, 17 Naama Leleimalefaga, 18 Joe Tekori, 19 Ulia Ulia, 20 Steven So'oialo, 21 David Lemi, 22 Lolo Lui
États-Unis

Titulaires : 15 Chris Wyles, 14 Salesi Sika, 13 Phillip Eloff, 12 Vahafolau Esikia, 11 Takudzwa Ngwenya, 10 Mike Hercus (cap.), 9 Chad Erskine, 8 Tasi Mounga, 7 Todd Clever, 6 Louis Stanfill, 5 Hayden Mexted, 4 Alec Parker, 3 Chris Osentowski, 2 Owen Lentz, 1 Mike MacDonald

Remplaçants : 16 Blake Burdette, 17 Matekitonga Moeakiola, 18 Mark Aylor, 19 Henry Bloomfield, 20 Mike Petri, 21 Valenese Malifa, 22 Albert Tuipulotu
Points marqués :
Samoa : 3 essais de Fa'atau (5e), Tuilagi (9e), Thompson (37e), 2 transformations de Crichton (10e, 38e), 2 pénalités de Crichton (30e, 72e) 

### Angleterre - Tonga
Date : 28 septembre 2007

Composition des équipes

Stade : Parc des Princes à Paris ( France)
Arbitre : Alain Rolland 
Composition des équipes :
Angleterre

Titulaires : 15 Josh Lewsey, 14 Paul Sackey, 13 Mathew Tait, 12 Olly Barkley, 11 Mark Cueto, 10 Jonny Wilkinson, 9 Andy Gomarsall, 8 Nick Easter, 7 Lewis Moody, 6 Martin Corry (cap.), 5 Ben Kay, 4 Steve Borthwick, 3 Matt Stevens, 2 George Chuter, 1 Andrew Sheridan

Remplaçants : 16 Lee Mears, 17 Phil Vickery, 18 Lawrence Dallaglio, 19 Joe Worsley, 20 Peter Richards, 21 Andy Farrell, 22 Dan Hipkiss
Tonga

Titulaires : 15 Vungakoto Lilo, 14 Tevita Tu'ifua, 13 Sukanaivalu Hufanga, 12 Epeli Taione, 11 Joseph Vaka, 10 Pierre Hola, 9 Sione Tuipulotu, 8 Finau Maka, 7 Nili Latu (cap.), 6 Hale T-Pole, 5 Lisiate Fa'aoso, 4 Viliami Vaki, 3 Kisi Pulu, 2 Aleki Lutui, 1 Soane Tonga'uiha

Remplaçants : 16 Ephraim Taukafa, 17 Taufa'ao Filise, 18 Maama Molitika, 19 Inoke Afeaki, 20 Soane Havea, 21 Hudson Tonga'uiha, 22 Aisea Havili
Points marqués :
Angleterre : 4 essais de Sackey (19e, 38e), Tait (57e), Farrell (68e), 2 transformations de Wilkinson (58e, 69e), 2 drops de Wilkinson (32e, 72e), 2 pénalités de Wilkinson (14e, 71e)
L'équipe des Tonga fait jeu égal avec les Anglais en  première mi-temps pendant laquelle elle marque un essai par Hufanga avant d'en encaisser deux par Sackley, dont un en contre. La  seconde mi-temps est plus favorable aux Anglais qui marquent deux nouveaux essais par Tait et Farrell alors que les Tonga n'en marquent  qu'un seul en fin de match par T. Pole. En marquant seize points, Jonny Wilkinson se rapproche du record de points marqués en Coupe du monde qui détenu par Gavin Hastings (227 points).

### Afrique du Sud - États-Unis
Date : 30 septembre 2007

Composition des équipes

Stade : Stade de la Mosson à Montpellier ( France)
Arbitre : Tony Spreadbury 
Composition des équipes :
Afrique du Sud

Titulaires : 1 Os du Randt, 2 John Smit (cap.), 3 BJ Botha, 4 Albert van den Berg, 5 Victor Matfield, 6 Wikus van Heerden, 7 Juan Smith, 8 Schalk Burger, 9 Fourie du Preez, 10 Butch James, 11 Bryan Habana, 12 François Steyn, 13 Jaque Fourie, 14 Akona Ndungane, 15 Percy Montgomery

Remplaçants : 16 Bismarck du Plessis, 17 CJ van der Linde, 18 Bakkies Botha, 19 Bobby Skinstad, 20 Ruan Pienaar, 21 Andre Pretorius, 22 JP Pietersen, 23 Wynand Olivier
États-Unis

Titulaires : 15 Chris Wyles, 14 Takudzwa Ngwenya, 13 Philip Eloff, 12 Vahafolau Esikia, 11 Salesi Sika, 10 Mike Hercus (cap.), 9 Chad Erskine, 8 Dan Payne, 7 Todd Clever, 6 Louis Stanfill, 5 Mike Mangan, 4 Alec Parker, 3 Chris Osentowski, 2 Owen Lentz, 1 Mike MacDonald

Remplaçants : 16 Blake Burdette, 17 Matekitonga Moeakiola, 18 Mark Aylor, 19 Henry Bloomfield, 20 Mike Petri, 21 Valenese Malifa, 22 Thretton Palamo
Points marqués :
Afrique du Sud : 9 essais de Burger (10e), Steyn (27e), Habana (35e, 42e), Van der Linde (48e), Du Preez (54e), Fourie (61e, 73e), Smith (77e), 7 transformations de Montgomery (11e, 28e, 36e, 49e, 49e, 55e, 62e), James (74e, 78e), 1 pénalité de Montgomery (16e) 
Les futurs champions du monde Sud-Africains remportent ce match sans trop de difficultés. Mais paradoxalement, c'est pour un essai américain que ce match est passé à la postérité. Peu avant la mi-temps, les Boks mènent déjà par 24-3 et font le siège des 22 mètres adverses. Les Américains reprennent le contrôle du ballon à la suite d'une interception de Todd Clever. En 3 passes, la balle parvient jusqu'à Takudzwa Ngwenya sur son aile droite. Encore dans sa moitié de terrain, ce dernier se retrouve au duel face à Bryan Habana, alors considéré comme l'un des meilleurs ailiers du monde. Tout en vitesse, Ngwenya va le laisser sur place d'un cadrage-débordement avant de terminer sa course entre les poteaux adverses. Nombre d'observateurs considèrent cet essai comme le plus beau de cette coupe du monde, et il est encore cité comme un moment mythique de l'histoire du rugby. Cette action a en tout cas permis le décollage de la carrière de Ngwenya, puisqu'il a dès la fin de la coupe du monde rejoint l'Europe et le Biarritz Olympique.